# Nathalie Quinten
Nathalie Quinten (* 11. Dezember 1986) ist eine deutsche Fußballspielerin.

## Karriere
Quinten begann ihre Fußballkarriere in der Jugendabteilung des VfR Baumholder. Am 19. Oktober 2003 kam sie als Mittelfefeld- und Abwehrspielerin zum Zweitligisten 1. FC Saarbrücken, dem sie bis 2006 angehörte. Nach einer dreijährigen Pause kehrte sie 2009 zurück, trat zunächst jedoch für den 1. FC Saarbrücken II an, für den sie auch als Mannschaftskapitän tätig war. Ab 2010 spielte sie auch wieder für die erste Mannschaft und wurde beim 3:2-Zweitrundensieg über den TSV Crailsheim im Wettbewerb um den DFB-Pokal eingesetzt. Bis Dezember 2013 gehörte sie dem Stammkader an, wechselte dann jedoch zum 1. FC Riegelsberg, der in der Verbandsliga Saarland vertreten war. Als dieser sich für den DFB-Pokal 2014/15 qualifizierte, wurde sie am 24. August 2014 bei der 1:2-Erstrundenniederlage gegen den 1. FFC Bergisch Gladbach eingesetzt. In der Saison 2017/18 bestritt sie 25 Punktspiele für den SV Dirmingen in der drittklassigen Regionalliga Südwest. Mit dem Abstieg ihres Vereins in die Verbandsliga Saarland verließ sie diesen.